# PelaGatos
PelaGatos es una plataforma multimedio de Argentina. Dedicada a la generación de contenido con la música reggae como eje principal, brindando un espacio para bandas y artistas del ámbito nacional e internacional. Fue creada en 2005 por Marcos Álvarez Igarzabal. Ganadores en 2 ocasiones de los premios ATVC como mejor programa musical de televisión por cable 2012 y 2013.

## Historia
En 2005 Marcos Álvarez Igarzabal junto a Alejandro Battro y Alejandro Ray comienzan un programa de radio para la difusión de la música reggae en Radio Simphony Fm 91.3. En 2006 se suman al equipo Mariana Hanono y Carlos Tuneu. En 2009 pasan a Radio Uno 103.1 con un programa los sábados de 18 a 21hs, durante 2009 y 2010 mantienen ese horario y en 2011 pasan a los domingos de 22 a 01hs de la madrugada del lunes. Estando en Radio Uno se suman al equipo Bárbara Barrionuevo, Fernando Sarzynski, Iñaki Durán, Manuel Boerr, Juan Alari, Juan Denari, Enrique Ruete, Gonzalo Dotras.
Durante 2008 presentan su mascota: El Gato de PelaGatos quién hace entrevistas y baila en los escenarios del reggae con distintas bandas del género.
En 2010 se lanza “PelaGatos TV” por la cadena Somos Norte. Actualmente se emite los domingos 21.30hs en la cadena Somos AMBA por CableVisión y se repite en varias ciudades del interior de la Argentina.
En 2012 cierra Radio Uno y pasan a Fm Touché 89.9 durante dos años, haciendo programa 2 días a la semana, en 2014 comienzan su radio en línea compartiendo estudio con Radio Simphony Fm 91.3.
Durante 2012 hasta el 2015 empiezan a producir fechas en Makena Cantina Club, un pub de la Ciudad de Buenos Aires, dónde el tercer martes de cada mes era producido por el equipo de PelaGatos.
Entre 2011 y 2016 se sumaron al equipo: Sergio Carluccio, Manuel Franzini, Pablo Ríos, Julián Godoy, Lucas Vittone, Kito Perez Mora, Matías Calvo, Diego Dread y varios más.
Durante 4 años, 2011-2014 llevaron a cabo el Concurso PelaGatos para bandas con la participación de más de 100 bandas en cada edición. La edición 2011 la banda ganadora fue Tribu Falasha, en 2012 Canal Mono, en 2013 Jam Roots Reggae y en la última edición 2014 ganó Mamba Negra.
En 2013 producen documentales de 30 minutos sobre bandas argentinas y latinoamericanas para el canal Quiero Música en mi idioma. Se emiten 13 capítulos con especiales de bandas como: Los Pericos, La Zimbabwe, Los Cafres, Gondwana, Fidel Nadal, Pablo Molina, Todos tus Muertos, Lumumba, Kameleba, Suburband, Nueva Luz, LeonChalon, Resistencia y más.
En cinco ocasiones entre 2010 y 2015 se llevaron a cabo la entrega de premios al reggae: Permios PelaGatos, con la participación de toda la escena nacional e internacional cómo Cultura Profética, Ziggy Marley y Alborosie entre otros.
En 2016 empiezan a producir "PelaGatos TV" un programa original para Much Music que se emite desde entonces los viernes a las 20hs de Argentina. Con la conducción de Iñaki Durán junto a Marcos Álvarez Igarzabal grabando durante dos años en los estudios ENDEMOL. Se suman al equipo Gian Guazzone y Martín Camji.
Ese mismo año (2016) hasta la pandemia en 2020 instalan su primer estudio de radio, el “Exosound Studio” que se encuentra ubicado en el hall del Centro Cultural San Isidro (CCSI), un teatro para 400 personas.
Durante su estadía en el CCSI produjeron shows destacando bandas como: Los Cafres, Dancing Mood, Cedric Myton, Blackdali, Matamba, XXL Irione y varios más. En 2018 junto a Javier DaRocha trajeron por primera vez a la Argentina a la mítica banda The Congos a Niceto Club.
En 2019 celebran sus 15 años y presentaron el primer festejo del día internacional del reggae en Usina del Arte, produciendo el cierre con el show "PelaGatos Celebra Jamaica" dónde participaron referentes del reggae argentino como: Guillermo Bonetto, Bahiano, Chelo Zimbabwe, Alika, Malena D'Alessio, Mingo Tambourindeguy (Rondamon), Dj Nelson, Rey, Bebu Delorenzo, Marcelo Blanco y más. La backing band de esa noche fueron Los Guardianes de Gregory.
En 2020 festejaron sus 900 programas al aire con un programa especial de casi 4hs: "Somos 900 PelaGatos", dónde participaron artistas de todo el mundo destacando a Nonpalidece, Juanchi Baleiron junto al Chelo Zimbabwe, Guillermo Bonetto, Fidel Nadal, El Natty Combo, Dj Nelson, Vintage Reggae Café, Sie7e (Puerto Rico), 12 Tribus (Chile), Bahiano, Hugo Lobo & Street Feeling Band, Manudigital (Francia), Rondamon y Matamba (Bolivia).
En 2021 comenzaron un nuevo ciclo en el canal Quiero Música en mi idioma llamado #Combinaciones, dónde combinan un artista reggae y uno/a de otro género. La primera temporada tuvo 5 capítulos en los cuales participaron: Los Cafres ft Bandalos Chinos, Bahiano ft Connie Isla, La Zimbabwe ft Joaquín Vitola (Indios), Alika ft Soy Rada y El Natty Combo ft Los Pérez García.

## Proyectos del multimedio
- PelaGatos iRadio, es la radio en línea del proyecto con producciones independientes. Destacando la participación de reconocidos artistas en la programación cómo: Hugo Lobo líder de Dancing Mood, Javier Fonseca cantante de Alerta Kamarada, el artista chileno Balaguero, Dj Stepwise y muchos más.

- Somos PelaGatos TV, programa de televisión que se emite semanalmente en la cadena Much Music para toda Latinoamérica, en la señal Somos AMBA (del grupo Artear) para todo el AMBA y con repeticiones en varias ciudades del interior; también se emite en Canal UCL (Uruguay). Todos los contenidos luego son canalizados en su canal de YouTube.

- Combinaciones, en 2021 comenzaron un nuevo ciclo en el canal Quiero Música en mi idioma llamado Combinaciones,[23] dónde combinan un artista reggae y uno/a de otro género. La primera temporada tuvo 5 capítulos.